# Giro d'Itàlia de 1932
El Giro d'Itàlia de 1932 fou la vintena edició del Giro d'Itàlia i es disputà entre 14 de maig i el 5 de juny de 1932, amb un recorregut de 3.235 km distribuïts en 13 etapes. 109 ciclistes hi van prendre part, acabant-la 66 d'ells. La sortida i arribada es feu a Milà.

## Història
El recorregut de la present edició fou pobre en alta muntanya per tal d'afavorir la preparació dels ciclistes que posteriorment havien de prendre part al Tour de França. Creix el nombre de ciclistes estrangers.
Antonio Pesenti s'imposà en la classificació general d'aquesta edició gràcies a una escapada en la 7a etapa. Jef Demuysere, amb la segona posició final, aconseguia el millor resultat fins al moment fins aleshores per un ciclista no italià. Remo Bertoni, tercer, els acompanyà al podi.
Aquest va ser el primer Giro en el que la velocitat mitjana del vencedor superava els 30 km/h. Al mateix temps, Hermann Buse es convertí en el primer ciclista alemany en aconseguir un triomf d'etapa i el lideratge de la prova.
El Giro va veure la darrera participació de Giovanni Gerbi, ciclista que havia pres part en la primera edició.

## Classificació general
| Classificació General                  | Classificació General   | Classificació General | Classificació General |
| Pos.                                   | Ciclista                | Equip                 | Temps                 |
| -------------------------------------- | ----------------------- | --------------------- | --------------------- |
| 1                                      | Antonio Pesenti (ITA)   | Wolsit                | 102h 40' 46"          |
| 2                                      | Jef Demuysere (BEL)     | Ganna                 | + 2' 47"              |
| 3                                      | Remo Bertoni (ITA)      | Legnano               | + 6' 15"              |
| 4                                      | Learco Guerra (ITA)     | Maino                 | + 10' 15"             |
| 5                                      | Kurt Stöpel (ALE)       | Atala                 | + 12' 15"             |
| 6                                      | Michele Mara (ITA)      | Bianchi               | + 12' 16"             |
| 7                                      | Alfredo Binda (ITA)     | Legnano               | + 13' 50"             |
| 8                                      | Luigi Barral (ITA)      | Olympia               | + 16' 59"             |
| 9                                      | Felice Gremo (ITA)      | Legnano               | + 27' 05"             |
| 10                                     | Renato Scorticati (ITA) | Olympia               | + 32' 25"             |
| 109 participants, 65 acabaren la cursa |                         |                       |                       |

## Etapes
| Etapa | Data       | Recorregut         | Km  | Vencedor d'etapa       | Líder de la general   |
| ----- | ---------- | ------------------ | --- | ---------------------- | --------------------- |
| 1a    | 14 de maig | Milà – Vicenza     | 207 | Learco Guerra (ITA)    | Learco Guerra (ITA)   |
| 2a    | 15 de maig | Vicenza - Udine    | 183 | Hermann Buse (ALE)     | Hermann Buse (ALE)    |
| 3a    | 17 de maig | Udine - Ferrara    | 225 | Fabio Battesini (ITA)  | Hermann Buse (ALE)    |
| 4a    | 18 de maig | Ferrara - Rímini   | 215 | Learco Guerra (ITA)    | Hermann Buse (ALE)    |
| 5a    | 20 de maig | Rímini - Teramo    | 286 | Raffaele di Paco (ITA) | Hermann Buse (ALE)    |
| 6a    | 22 de maig | Teramo - Lanciano  | 220 | Learco Guerra (ITA)    | Hermann Buse (ALE)    |
| 7a    | 24 de maig | Lanciano - Foggia  | 280 | Antonio Pesenti (ITA)  | Antonio Pesenti (ITA) |
| 8a    | 26 de maig | Foggia - Nàpols    | 217 | Learco Guerra (ITA)    | Antonio Pesenti (ITA) |
| 9a    | 28 de maig | Nàpols - Roma      | 265 | Learco Guerra (ITA)    | Antonio Pesenti (ITA) |
| 10a   | 30 de maig | Roma - Florència   | 321 | Ettore Meini (ITA)     | Antonio Pesenti (ITA) |
| 11a   | 1 de juny  | Florència - Gènova | 276 | Remo Bertoni (ITA)     | Antonio Pesenti (ITA) |
| 12a   | 3 de juny  | Gènova - Torí      | 267 | Ettore Meini (ITA)     | Antonio Pesenti (ITA) |
| 13a   | 5 de juny  | Torí - Milà        | 271 | Learco Guerra (ITA)    | Antonio Pesenti (ITA) |